# Isophya harzi
Isophya harzi is een rechtvleugelig insect uit de familie sabelsprinkhanen (Tettigoniidae). De wetenschappelijke naam van deze soort is voor het eerst geldig gepubliceerd in 1960 door Kis.
1. ↑  (en) Isophya harzi op de IUCN Red List of Threatened Species.